# Les cloches ont cessé de sonner
Pour plus de détails, voir Fiche technique et Distribution.
Les cloches ont cessé de sonner (Fray Escoba) est un film dramatique biographique espagnol sorti en 1961, réalisé par Ramón Torrado,.

## Synopsis
Il s'agit de l'histoire de Martin de Porrès, le premier saint afro-américain. Fils du gouverneur de Guayaquil et d'une Panaméenne noire affranchie, il entre dans un couvent dominicain de Lima, où il passe la journée à balayer, ce qui lui vaut le surnom de « Fray Escoba » (« frère au balai »). Au fil du temps, on constate que Dieu fait des miracles par lui.

## Fiche technique
- Titre original espagnol : Fray Escoba
- Titre français : Les cloches ont cessé de sonner[3]
- Réalisation : Ramón Torrado
- Scénario : Jaime García-Herranz
- Genre : drame, biographie
- Musique : Manuel Parada
- Photographie : Ricardo Torres
- Format d'image : Noir et blanc
- Langue originale : espagnol
- Durée : 101 minutes
- Dates de sortie :
  - Espagne : 1961
  - France : 17 juillet 1963[3]

## Distribution
- René Muñoz : Martín
- Esther Zulema : Ana Velázquez
- Jesús Tordesillas : Père Prieur
- Alfredo Mayo : Don Juan de Porres
- Juan Calvo
- Barta Barry
- Marta Ducal
- Asuncion Mateos
- Immaculata Perez
- Carmen Porcel
- Blanca Suarez
- Rosario Royo
- Irán Eory
- Xan das Bolas
- José Bodalo
- Joaquin Burgos
- Juan Cazalilla
- Felix Dafauce
- Rodolfo del Campo

## Récompenses
- Jaime García-Herranz reçoit en 1961 la médaille de meilleur scénario (Mejor guion) aux Premios CEC, et René Muñoz un prix spécial d'interprétation (Premio especial de interpretación)[4]